# Census Johnston
Census Aokuso Iopu Johnston (* 6. května 1981, Auckland) je bývalý samojský ragbista, který hrál jako pilíř. Třikrát se stal vítězem francouzské ligy TOP14, jednou jako hráč týmu Biarritz (2006) a dvakrát jako člen klubu Toulouse (2011 a 2012). Se stejným celkem se v roce 2010 se stal vítězem Evropského poháru mistrů.
Za Samou odehrál 57 zápasů a položil 4 pětky (2005–2017). Zúčastnil se 3 světových šampionátů. Zahrál si ve třech zápasech za Pacifické ostrovy i za Barbarians. V roce 2020 ukončil svou hráčskou kariéru. Po konci kariéry se stal trenérem útoku Auckland Blues. Jeho bratr James je také ragbista, co hraje jako pilíř a reprezentoval Samou.

## Klubová kariéra
- 2002–2005 Taranaki RFU
- 2005–2006 Biarritz
- 2006–2009 Saracens
- 2009–2017 Toulouse
- 2017–2019 Racing 92
- 2019–2020 Aviron Bayonnais